# Вторококуйское сельское поселение
Вторококуйское сельское поселение — упразднённое сельское поселение в Александрово-Заводском районе Забайкальского края Российской Федерации.
Административный центр — село Кокуй 2-й.

## Часовой пояс
Вторококуйское сельское поселение находится в часовой зоне МСК+6. Смещение применяемого времени относительно UTC составляет +9:00.